# Saint-Usage (Aube)
Pour les articles homonymes, voir Saint-Usage et Usage.
Saint-Usage est une commune française, située dans le département de l'Aube en région Grand Est.

## Géographie

### Localisation
La commune est à 4,9 km de Noé-les-Mallets, 6,6 de Champignol-lez-Mondeville et 7,4 de Vitry-le-Croisé.
Le territoire de la commune est limitrophe de ceux de cinq communes, dont une dans le département de la Haute-Marne :
| Vitry-le-Croisé |             | Champignol-lez-Mondeville      |
| Noé-les-Mallets | Saint-Usage |                                |
| Fontette        |             | Villars-en-Azois (Haute-Marne) |

### Géologie et relief
.
Commune qui possède l'AOC Champagne compte également de vastes prairies calcaires typiques du Barrois où l'on trouve des orchidées exceptionnelles.

### Hydrographie
La commune est dans la région hydrographique « la Seine de sa source au confluent de l'Oise (exclu) » au sein du bassin Seine-Normandie. Elle est drainée par l'Arce, la Fontaine d'Argent, la La Roise et divers autres petits cours d'eau,.
L'Arce, d'une longueur de 26 km, prend sa source dans la commune de Saint-Usage et se jette  dans la Seine à Bar-sur-Seine, après avoir traversé neuf communes. 

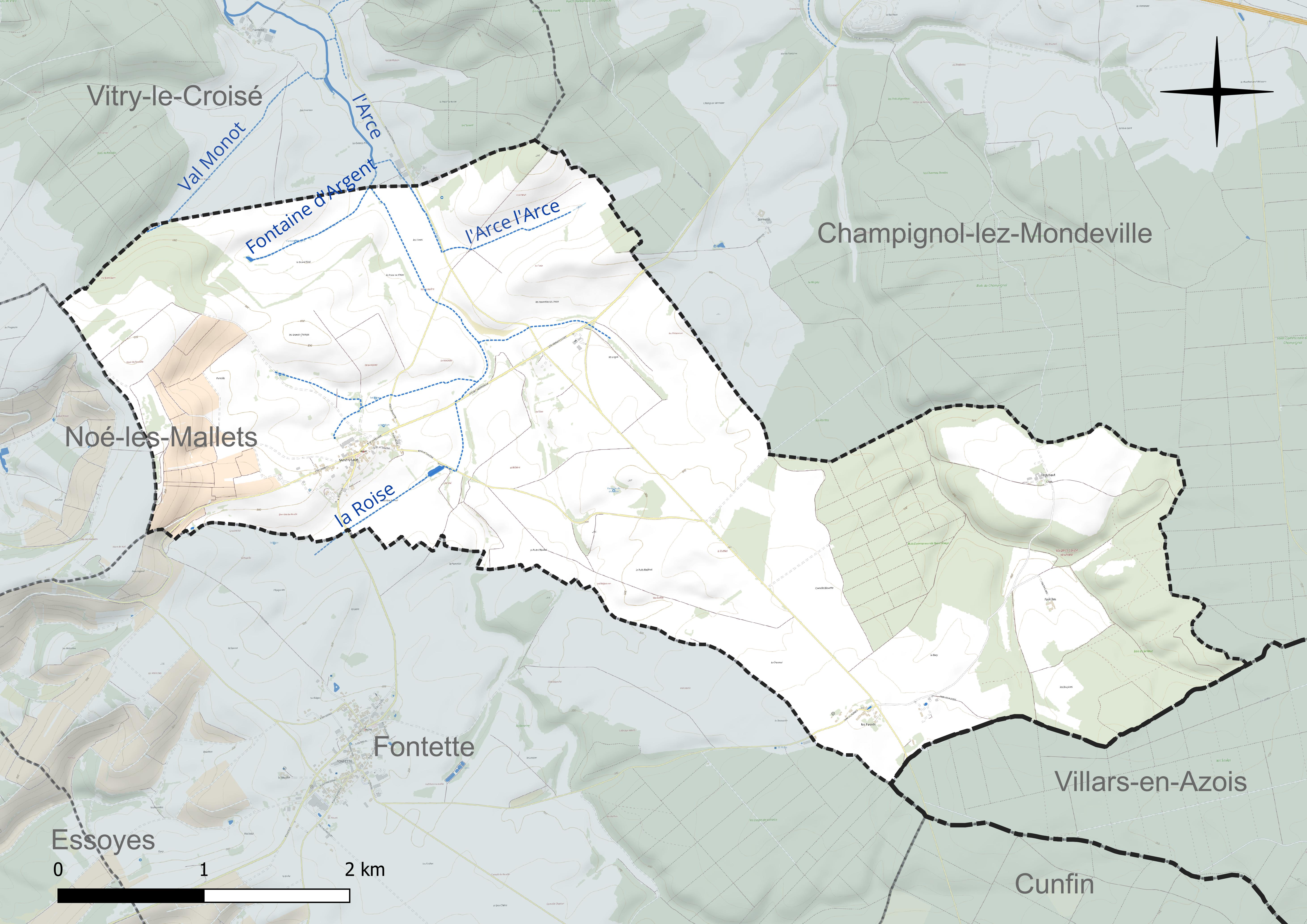
Réseau hydrographique de Saint-Usage.

### Climat
Pour des articles plus généraux, voir Climat du Grand Est et Climat de l'Aube.
En 2010, le climat de la commune est de type climat des marges montargnardes, selon une étude du Centre national de la recherche scientifique s'appuyant sur une série de données couvrant la période 1971-2000. En 2020, Météo-France publie une typologie des climats de la France métropolitaine dans laquelle la commune est exposée à un climat océanique altéré et est dans la région climatique  Lorraine, plateau de Langres, Morvan, caractérisée par un hiver rude (1,5 °C), des vents modérés et des brouillards fréquents en automne et hiver. 
Pour la période 1971-2000, la température annuelle moyenne est de 10,1 °C, avec une amplitude thermique annuelle de 16,1 °C. Le cumul annuel moyen de précipitations est de 863 mm, avec 12,6 jours de précipitations en janvier et 8,8 jours en juillet. Pour la période 1991-2020, la température moyenne annuelle observée sur la station météorologique de Météo-France la plus proche, « Cunfin_sapc », sur la commune de Cunfin à 8 km à vol d'oiseau, est de 11,0 °C et le cumul annuel moyen de précipitations est de 900,4 mm. 
La température maximale relevée sur cette station est de 41 °C, atteinte le 31 juillet 1983 ; la température minimale est de −21 °C, atteinte le 17 janvier 1985,,. 
Les paramètres climatiques de la commune ont été estimés pour le milieu du siècle (2041-2070) selon différents scénarios d'émission de gaz à effet de serre à partir des nouvelles projections climatiques de référence DRIAS-2020. Ils sont consultables sur un site dédié publié par Météo-France en novembre 2022.

## Urbanisme

### Typologie
Au 1er janvier 2024, Saint-Usage est catégorisée commune rurale à habitat dispersé, selon la nouvelle grille communale de densité à 7 niveaux définie par l'Insee en 2022.
Elle est située hors unité urbaine et hors attraction des villes,.

### Occupation des sols
L'occupation des sols de la commune, telle qu'elle ressort de la base de données européenne d’occupation biophysique des sols Corine Land Cover (CLC), est marquée par l'importance des territoires agricoles (76,7 % en 2018), une proportion sensiblement équivalente à celle de 1990 (76,5 %). La répartition détaillée en 2018 est la suivante : 
terres arables (71,3 %), forêts (21,7 %), cultures permanentes (4,2 %), zones urbanisées (1,6 %), prairies (1,2 %). L'évolution de l’occupation des sols de la commune et de ses infrastructures peut être observée sur les différentes représentations cartographiques du territoire : la carte de Cassini (XVIIIe siècle), la carte d'état-major (1820-1866) et les cartes ou photos aériennes de l'IGN pour la période actuelle (1950 à aujourd'hui).

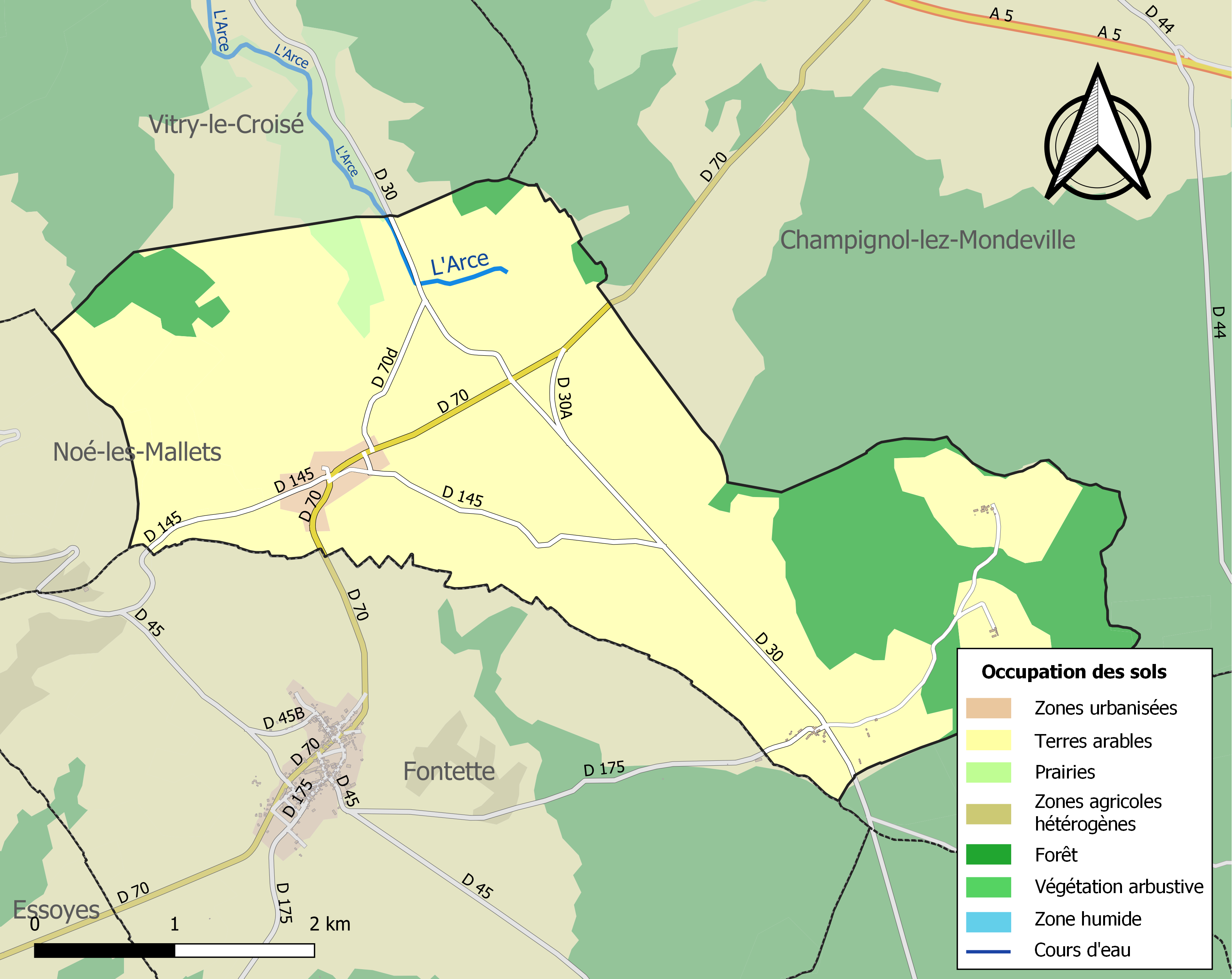
Carte des infrastructures et de l'occupation des sols de la commune en 2018 (CLC).

### Voies de communications et transports

#### Voies routières
- D 145 vers Noé-les-Mallets.
- D 70 vers Champignol-lez-Mondeville.
- D 30 vers Vitry-le-Croisé.

#### Transports en commun
- Fluo Grand Est.

### Risques naturels et technologiques
Commune située dans une zone 1 de sismicité très faible.

## Histoire
Le territoire est traversé par la voie romaine, dite Voie de César, qui relie Langres à Vitry-le-Croisé par la rive droite de l'Arce, une autre vient d'Essoyes et va à Champignol, c'est le Chemin Lorrain. Saint-Usage dépendait de l'abbaye de Saint-Oyend, dès 1121, de celle de Calirvaux dès 1235 et des sires du donjon de Chacenay.
En 1789, le village dépendait de l'intendance et la généralité de Châlons, de l'élection de Bar-sur-Aube et du bailliage de Chaumont.
3 personnes sont Titulaires de la Médaille de Sainte-Hélène : Edmé Persil; Jean Baptiste Voillemont et Nicolas Donner.
Trois habitants ont par ailleurs été admis parmi les 4281 Justes parmi les nations de France pour avoir sauvé des personnes juives persécutées par le régime nazi et le gouvernement de Vichy : Alice Funé, André Funé et Jeanne-Funé Maré.

### Les Fays, Haut et Bas
Deux écarts qui furent détruits et abandonnés. En 1715 M. Lemaire y fondait la chapelle Saint-Abdon qui fut rebâtie en 1815. Au XVIe siècle Fays-Bas était un bois qui appartenait au seigneur de Chacenay. L'Abbaye de Clairvaux avait une ferme à Fays-Haut et la Noue attesté en 1739.

## Politique et administration

### Découpage territorial

#### Commune et intercommunalités
Commune membre de la communauté de communes du Barséquanais en Champagne.

### Élections municipales et communautaires

#### Liste des maires
| Période                                  | Période  | Identité              | Étiquette | Qualité     |
| ---------------------------------------- | -------- | --------------------- | --------- | ----------- |
| Les données manquantes sont à compléter. |          |                       |           |             |
| avant 1988                               | ?        | M. Louis Bertholle    |           |             |
| mars 2001                                | En cours | M. Jean-Michel Kennel | DVD       | Agriculteur |

### Finances communales
Comptes et budgets de Saint-Usage : Données disponibles : 2012 à 2021.
En 2021, le budget de la commune était constitué ainsi :
- total des produits de fonctionnement : 66 000 €, soit 868 € par habitant ;
- total des charges de fonctionnement : 60 000 €, soit 786 € par habitant ;
- total des ressources d'investissement : 9 000 €, soit 116 € par habitant ;
- total des emplois d'investissement : 7 000 €, soit 94 € par habitant ;
- endettement : 41 000 €, soit 536 € par habitant.

Avec les taux de fiscalité suivants :
- taxe d'habitation : 18,15 % ;
- taxe foncière sur les propriétés bâties : 16,07 % ;
- taxe foncière sur les propriétés non bâties : 16,83 % ;
- taxe additionnelle à la taxe foncière sur les propriétés non bâties : 16,84 % ;
- cotisation foncière des entreprises : 19,35 %.

## Équipements et services publics

### Enseignement
Établissements d'enseignements :
- École maternelle à Essoyes, Bergères.
- École primaire à Essoyes.
- Collèges à Bar-sur-Aube, Vendeuvre-sur-Barse, Bar-sur-Seine.
- Lycées à Bar-sur-Aube, Bar-sur-Seine.

### Santé
Professionnels et établissements de santé :
- Médecins à Essoyes, Loches-sur-Ource, Bar-sur-Aube,
- Pharmacies à Essoyes, Ville-sous-la-Ferté, Bar-sur-Aube,
- Hôpitaux à Bar-sur-Aube, Brienne-le-Château, Chaumont.

## Population et société

### Démographie

#### Évolution démographique
L'évolution du nombre d'habitants est connue à travers les recensements de la population effectués dans la commune depuis 1793. Pour les communes de moins de 10 000 habitants, une enquête de recensement portant sur toute la population est réalisée tous les cinq ans, les populations de référence des années intermédiaires étant quant à elles estimées par interpolation ou extrapolation. Pour la commune, le premier recensement exhaustif entrant dans le cadre du nouveau dispositif a été réalisé en 2004.

En 2022, la commune comptait 69 habitants, en évolution de −10,39 % par rapport à 2016 (Aube : +0,7 %, France hors Mayotte : +2,11 %).
| 1793 | 1800 | 1806 | 1821 | 1831 | 1836 | 1841 | 1846 | 1851 |
| ---- | ---- | ---- | ---- | ---- | ---- | ---- | ---- | ---- |
| 297  | 330  | 324  | 338  | 322  | 359  | 356  | 351  | 338  |

| 1856 | 1861 | 1866 | 1872 | 1876 | 1881 | 1886 | 1891 | 1896 |
| ---- | ---- | ---- | ---- | ---- | ---- | ---- | ---- | ---- |
| 315  | 308  | 301  | 306  | 276  | 256  | 270  | 268  | 228  |

| 1901 | 1906 | 1911 | 1921 | 1926 | 1931 | 1936 | 1946 | 1954 |
| ---- | ---- | ---- | ---- | ---- | ---- | ---- | ---- | ---- |
| 214  | 186  | 182  | 186  | 153  | 132  | 125  | 132  | 124  |

| 1962 | 1968 | 1975 | 1982 | 1990 | 1999 | 2004 | 2006 | 2009 |
| ---- | ---- | ---- | ---- | ---- | ---- | ---- | ---- | ---- |
| 122  | 110  | 110  | 98   | 86   | 88   | 88   | 85   | 90   |

| 2014 | 2019 | 2022 | - | - | - | - | - | - |
| ---- | ---- | ---- | - | - | - | - | - | - |
| 79   | 73   | 69   | - | - | - | - | - | - |

### Cultes
- Culte catholique[37], Diocèse de Troyes.

## Économie

### Entreprises et commerces
Au territoire est cité en 1813 : Bouillon, Chemin-de-César, Fays Haut et Bas, les Fosses, la Fontaine-au-Chevalier, le Four, Fourneau-Licot, Fourneaux-à-Chaux, Frervaux, Grandes et Petites Loges, Moulin-à-Vent, Saint-Abdon et Val-Bon.

#### Agriculture
- Culture de la vigne.
- Culture de céréales, de légumineuses et de graines oléagineuses

#### Tourisme
- Hébergement touristique et autre hébergement de courte durée.
- Gîtes ruraux à Saint-Usage, Noé-les-Mallets, Vitry-le-Croisé, Essoyes, Cunfin.

#### Commerces
- Commerces et services de proximité à Essoyes, Bar-sur-Aube, Bligny[40].

## Culture locale et patrimoine

### Lieux et monuments
- L'église paroissiale Saint-Eusèbe, victime de l'incendie qui détruisit en grande partie le village au XVIIIe siècle a été reconstruite entre 1823 à 1827[41] ,[42],[43],[44],[45],[46].
- La chapelle Saint-Abdon au Fays Haut[47] date du XIXe siècle, elle était dépendante de la paroisse de Fontette du doyenné de Bar-sur-Seine[48].
- Chapelle du cimetière de Saint-Usage.
- Hameau des Fosses : LIEFRA (LIberté Égalité FRAternité), l’œuvre de Paul Passy.
- Monument aux morts[49] : Conflits commémorés : 1870-1871-  1914-1918 - 1939-1945.

### Personnalités liées à la commune
- Paul Passy (1859-1940), linguiste, créateur en 1909 au hameau des Fosses de la colonie agricole de Liéfra (Liberté, Égalité, Fraternité), fondée sur les principes du socialisme chrétien et du collectivisme. Cette colonie disparaît à la veille de la Première Guerre mondiale.

## Héraldique
| Blason de Saint-Usage | Blason  | Tiercé en pairle renversé: au 1) de gueules à deux colonnes d'argent, au 2) d'azur au chêne d'or, au 3) d'argent au cep de vigne de tenné, feuillé de sinople, fruité de pourpre et au tuteur de sable. |
| Blason de Saint-Usage | Détails | Création J-F Binon. Adopté le 24 avril 2024. |

## Pour approfondir